# Marion E. Rhodes

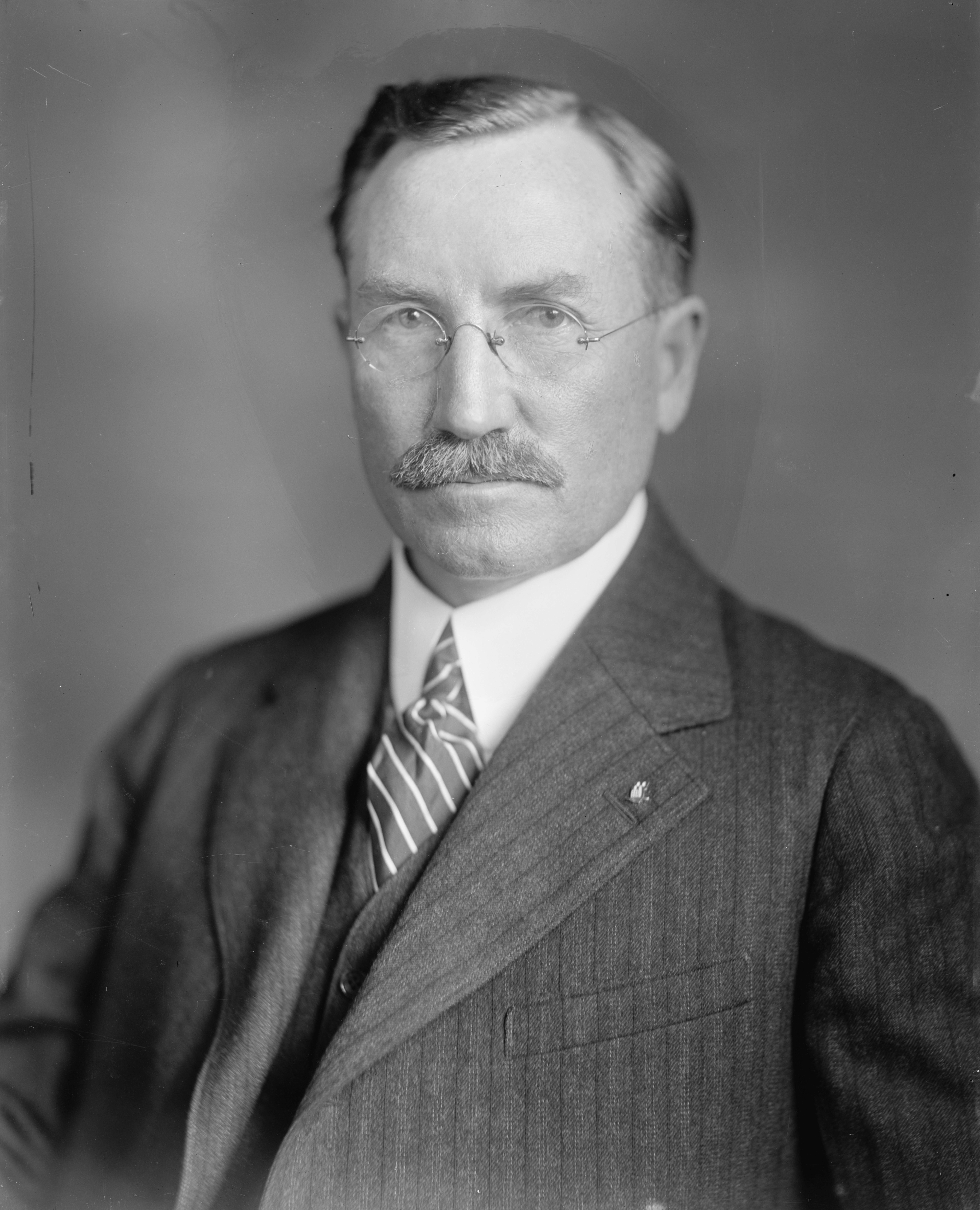
Marion E. Rhodes

Marion Edwards Rhodes (* 4. Januar 1868 bei Glen Allen, Bollinger County, Missouri; † 25. Dezember 1928 in Washington, D.C.) war ein US-amerikanischer Politiker. Zwischen 1905 und 1907 sowie nochmals von 1919 bis 1923 vertrat er den Bundesstaat Missouri im US-Repräsentantenhaus.

## Werdegang
Marion Rhodes besuchte die öffentlichen Schulen seiner Heimat und das Will Mayfield College. Danach setzte er bis 1891 seine Ausbildung an der State Normal School in Cape Girardeau fort. Er beendete seine Studienzeit im Jahr 1893 am Stansbury College und war danach für einige Zeit als Lehrer tätig. Nach einem anschließenden Jurastudium und seiner 1896 erfolgten Zulassung als Rechtsanwalt begann er in Potosi in diesem Beruf zu arbeiten. Gleichzeitig schlug er als Mitglied der Republikanischen Partei eine politische Laufbahn ein. Zwischen 1896 und 1920 war er Delegierter auf den regionalen republikanischen Parteitagen in Missouri. Von 1900 bis 1904 fungierte er als Staatsanwalt im Washington County.
Bei den Kongresswahlen des Jahres 1904 wurde er im 13. Wahlbezirk von Missouri in das US-Repräsentantenhaus in Washington gewählt, wo er am 4. März 1905 die Nachfolge von Edward Robb antrat. Da er im Jahr 1906 dem Demokraten Madison R. Smith unterlag, konnte er bis zum 3. März 1907 zunächst nur eine Legislaturperiode im Kongress absolvieren. In den Jahren 1908 und 1909 war Rhodes Bürgermeister der Stadt Potosi. Außerdem saß er von 1908 bis 1910 als Abgeordneter im Repräsentantenhaus von Missouri. Im Jahr 1908 war er Delegierter zur Republican National Convention in Chicago, auf der William Howard Taft als Präsidentschaftskandidat nominiert wurde. Zwischen 1912 und 1914 wirkte er in einer Kommission zur Überarbeitung der Staatsgesetze von Missouri mit.
Bei den Wahlen des Jahres 1918 wurde Rhodes erneut im 13. Distrikt seines Staates in den Kongress gewählt, wo er am 4. März 1919 Walter Lewis Hensley ablöste. Nach einer Wiederwahl konnte er bis zum 3. März 1923 zwei weitere Legislaturperioden absolvieren. In dieser Zeit wurden der 18. und der 19. Verfassungszusatz ratifiziert. Dabei ging es um das Verbot des Handels mit alkoholischen Getränken und die bundesweite Einführung des Frauenwahlrechts. Seit 1921 war Marion Rhodes Vorsitzender des Bergbauausschusses.
Im Jahr 1922 verlor er gegen J. Scott Wolff. Seit 1923 bis zu seinem Tod arbeitete Marion Rhodes als Assistent des Comptroller General für das Government Accounting Office. Er starb am 25. Dezember 1928 in der Bundeshauptstadt Washington.